# Марсий из Пеллы
Марси́й (др.-греч. Μαρσύας) — македонский историк IV века до н. э., брат диадоха Антигона Одноглазого по матери.
Марсий родился в аристократической семье Древней Македонии около 356 года до н. э. В детстве он вместе с Александром Македонским учился у Аристотеля. Дружба Марсия с царём помогла возвышению Антигона, который впоследствии стал одним из наиболее влиятельных правителей эллинистического мира. При дворе брата Марсий написал «Историю Македонии», от которой на сегодняшний день сохранилось лишь несколько фрагментов в трудах других античных авторов.

## Биография
Марсий, по предположению канадского исследователя В. Хеккеля, родился около 356 года до н. э. в столице Македонии Пелле. Его отец Периандр относился к македонской аристократии. Для матери Марсия это был второй брак. От первого мужа у неё было несколько детей, в том числе и Антигон, который впоследствии стал одним из наиболее влиятельных правителей эллинистического мира. Марсий воспитывался вместе со своим сверстником юным царевичем Александром у Аристотеля и проявлял, как отметил австрийский антиковед Ф. Шахермайр, большое прилежание в учёбе. Марсий сопровождал Александра Македонского во время восточного похода и, вероятно, в 333 году до н. э. остался при дворе Антигона, которого назначили сатрапом Фригии. По мнению Ф. Шахермайра, Александр при назначении Антигона на должность правителя столь важной провинции учёл его родство со своим другом детства Марсием. Р. Биллоуз также подчёркивает роль Марсия в возвышении Антигона. Родственная связь с другом Александра приблизила Антигона к царскому двору.
Анализ фрагментов исторических текстов, которые, скорее всего, принадлежат Марсию, В. Хеккелем, указывает на интерес и хорошую ознакомленность брата Антигона с хитросплетениями древнегреческой политики.
В 306 году до н. э., по свидетельству Диодора Сицилийского, Марсий был навархом Деметрия Полиоркета во время морского сражения при Саламине на Кипре.
Плутарх упоминает ещё один эпизод из жизни Марсия, который, скорее всего, случился после того как Антигон стал царём, то есть между 306 и 301 годами до н. э. Когда Марсия вызвали в суд, тот требовал, чтобы разбирательство шло при закрытых дверях. На это Антигон ответил отказом со словами: «Пусть оно будет на площади и при всех, раз мы ничего дурного не сделали!» Таким образом, по мнению Р. Биллоуза, Антигон показывал, что царь не может делать всё что ему заблагорассудится, даже если речь идёт о ближайшем родственнике.

## Сочинения. Публикации фрагментов
Марсий написал «Историю Македонии» (Μακεδονικά) в десяти книгах. Согласно оценке В. Хеккеля, в книге преобладали мифологические и легендарные сведения об истории Македонии. Сочинение начиналось с описания первого мифологического царя Карана и заканчивалось событиями 331 года до н. э. — походом Александра из Египта в Сирию. Особое внимание Марсий уделил правлению Филиппа II. Достоверно неизвестно когда Марсий написал свой труд. Р. Биллоуз отмечает, что Диодор Сицилийский называет Марсия «историком» при описании событий 306 года до н. э. Так как Диодор брал информацию из сочинений современника войн диадохов Иеронима Кардийского, то, предположительно, Марсий у этого автора также назван «историком». Соответственно, Марсий написал свою «Μακεδονικά» до создания Иеронимом «Истории диадохов».
Марсия неоднократно цитировали Плутарх, Афиней, Гарпократион и другие античные авторы. По замечанию Ф. Шахермайра, отношение Марсия к личности и целям Александра остаётся неясным. Византийский словарь «Суда» приписал Марсию авторство двенадцати книг по истории Аттики, которые, предположительно, принадлежат другому автору — Марсию Младшему из Филипп или Кратеру. В первом случае авторы Суды могли спутать двух Марсиев, во втором — неверно отобразить влияние «Истории Македонии» Марсия на творчество Кратера. Также, согласно Суде, Марсий написал исторический трактат «Воспитание Александра» (Άλεξάνδρου Άγωγή).
Впервые собрание сохранившихся фрагментов трудов Марсия было опубликовано К. Мюллером в сборнике «Scriptores rerum Alexandri Magni» в 1846 году. Во втором издании «Die Fragmente der griechischen Historiker» под редакцией Ф. Якоби фрагменты из сочинений Марсия из Пеллы и Марсия из Филипп помещены под номером 135/136, так как составитель сборника не смог идентифицировать, к авторству какого из Марсиев относятся 16 фрагментов.
Анализ приписываемых Марсию фрагментов был проведён В. Хеккелем в статье «Marsyas of Pella, Historian of Macedon» 1980 года. По его мнению, «История Македонии» Марсия преимущественно представляла собой труд о царствовании Филиппа II.

### Исследования
- Лосев А. Ф., Тахо-Годи, А.А. Платон. Аристотель. — издание третье. — М.: Молодая гвардия, 2005. — (Жизнь замечательных людей). — ISBN 5-235-02830-9.
- Шахермайр Ф. Александр Македонский. — Ростов-на-Дону: Феникс, 1997. — 576 с. — ISBN 5-85880-313-Х.
- Шифман И. Ш. Александр Македонский / ответственный редактор Э. Д. Фролов. — Л.: Наука, 1988. — ISBN 5-02-027233-7.
- Шофман А. С. История античной Македонии. — Казань: Издательство Казанского университета, 1960. — Т. 1: Доэллинистическая Македония. — 300 с. — 700 экз.
- Billows R. Antigonos the One-eyed and the Creation of the Hellenistic State (англ.). — Berkeley; Los Angeles; London: University of California Press, 1997. — ISBN 0-520-06378-3.
- Heckel W. Marsyas of Pella, Historian of Macedon (англ.) // Hermes. — Franz Steiner Verlag, 1980. — Vol. 108. — P. 444—462. — JSTOR 4476178.
- Heckel W. Who's Who in the Age of Alexander and his Successors. From Chaironea to Ipsos (338—301 BC) (англ.). — Barnsley: Greenhill Books, 2021. — 554 p. — ISBN 978-1-78438-648-1.
- Laqueur R.[англ.]. Marsyas 8 // Paulys Realencyclopädie der classischen Altertumswissenschaft :  [нем.] / Georg Wissowa. — Stuttgart : J. B. Metzler’sche Verlagsbuchhandlung, 1930. — Bd. XIV 2. — Kol. 1995—1998.
- Smith W. Marsyas // A Dictionary of Greek and Roman biography and mythology. — Boston, 1870.